# 切頂十二面体
切頂十二面体（せっちょうじゅうにめんたい、英: truncated dodecahedron）、または切頭十二面体（せっとうじゅうにめんたい）、切隅十二面体（せつぐうじゅうにめんたい）、角切り十二面体（かくぎりじゅうにめんたい）とは、半正多面体の一種で、正十二面体の各頂点を切り落としてできる立体である。

## 性質
一辺の長さを a とすると、
- 表面積: {\displaystyle 5({\sqrt {3}}+6{\sqrt {5+2{\sqrt {5}}}})a^{2}\approx 100.99076a^{2}}
- 体積: {\displaystyle {\frac {495+235{\sqrt {5}}}{12}}a^{3}\approx 85.03966a^{3}}
- 外接球半径: {\displaystyle {\frac {\sqrt {74+30{\sqrt {5}}}}{4}}a\approx 2.969449a}
- 星型の数(表面のみ): 1119 (完全対称：580、捩れた星型：539)

## 頂点が共通となる立体

### 正確

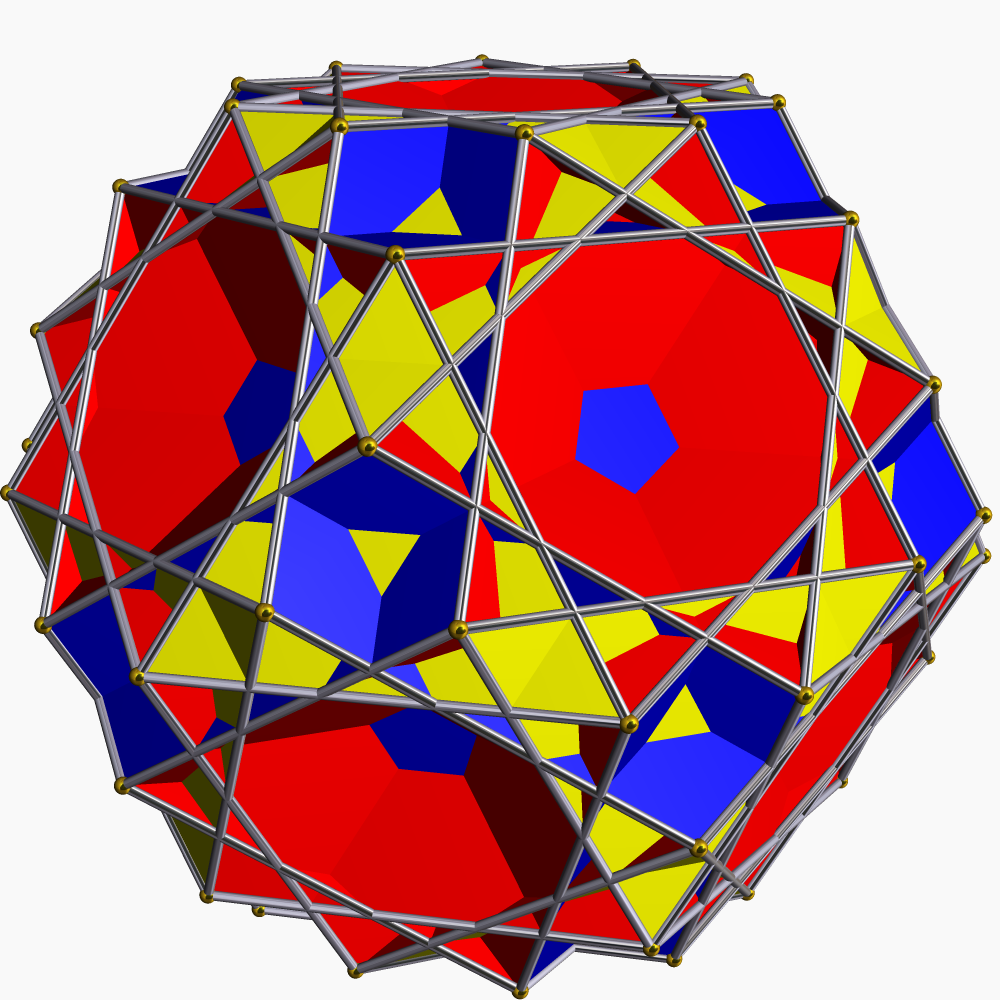
大二十・二十・十二面体
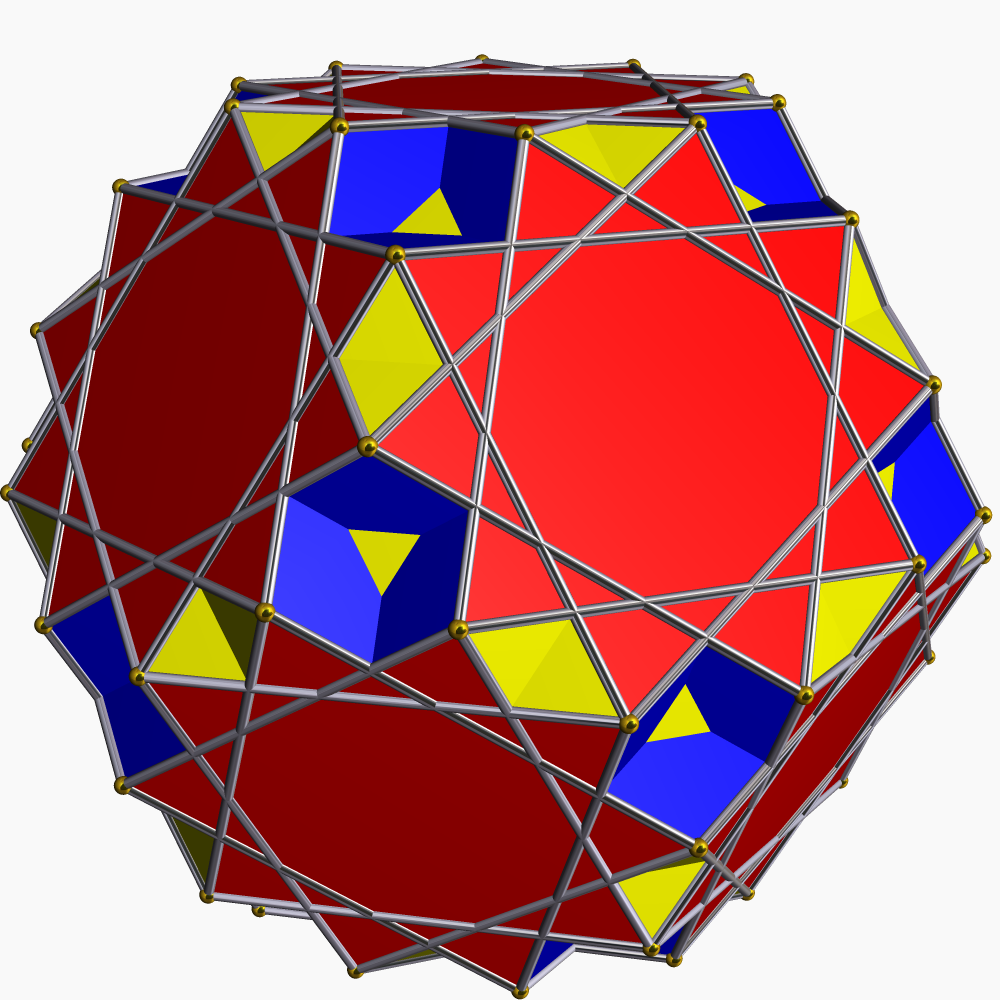
大二重三角十二・二十・十二面体
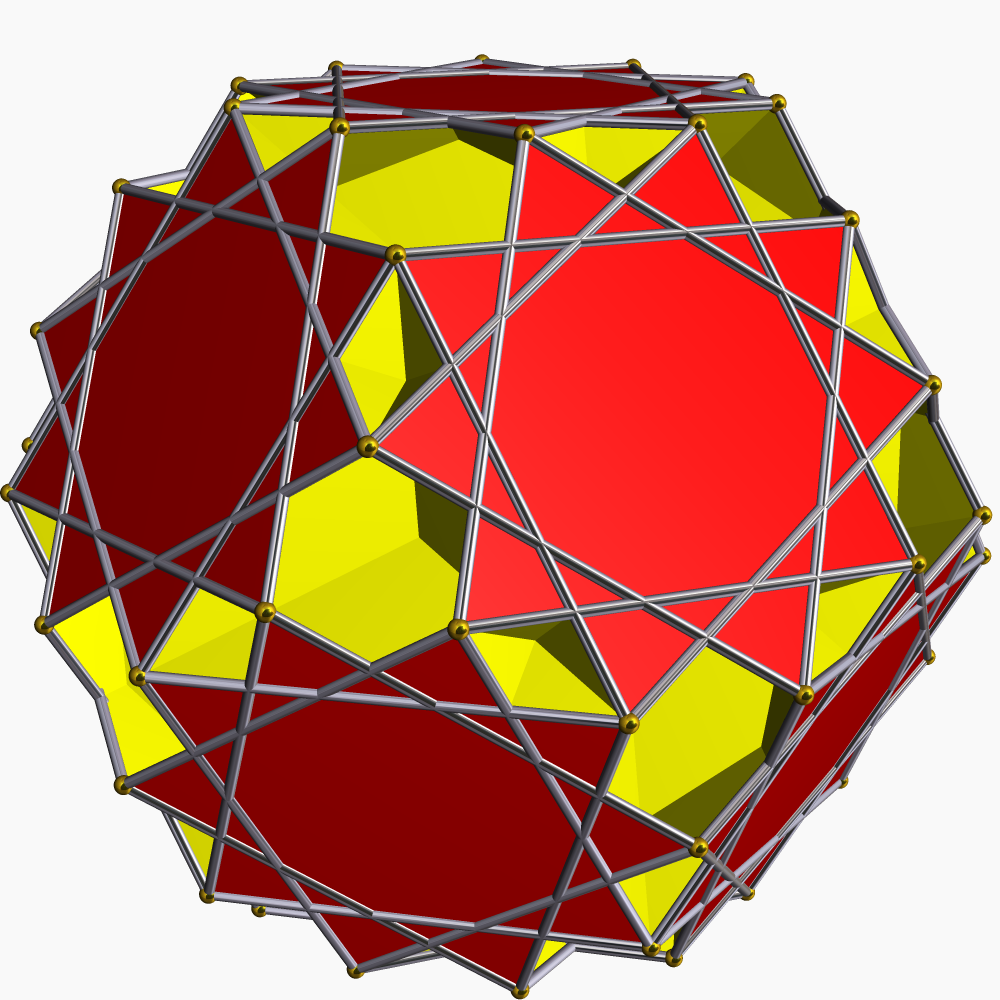
大十二・二十面体

### 不正確

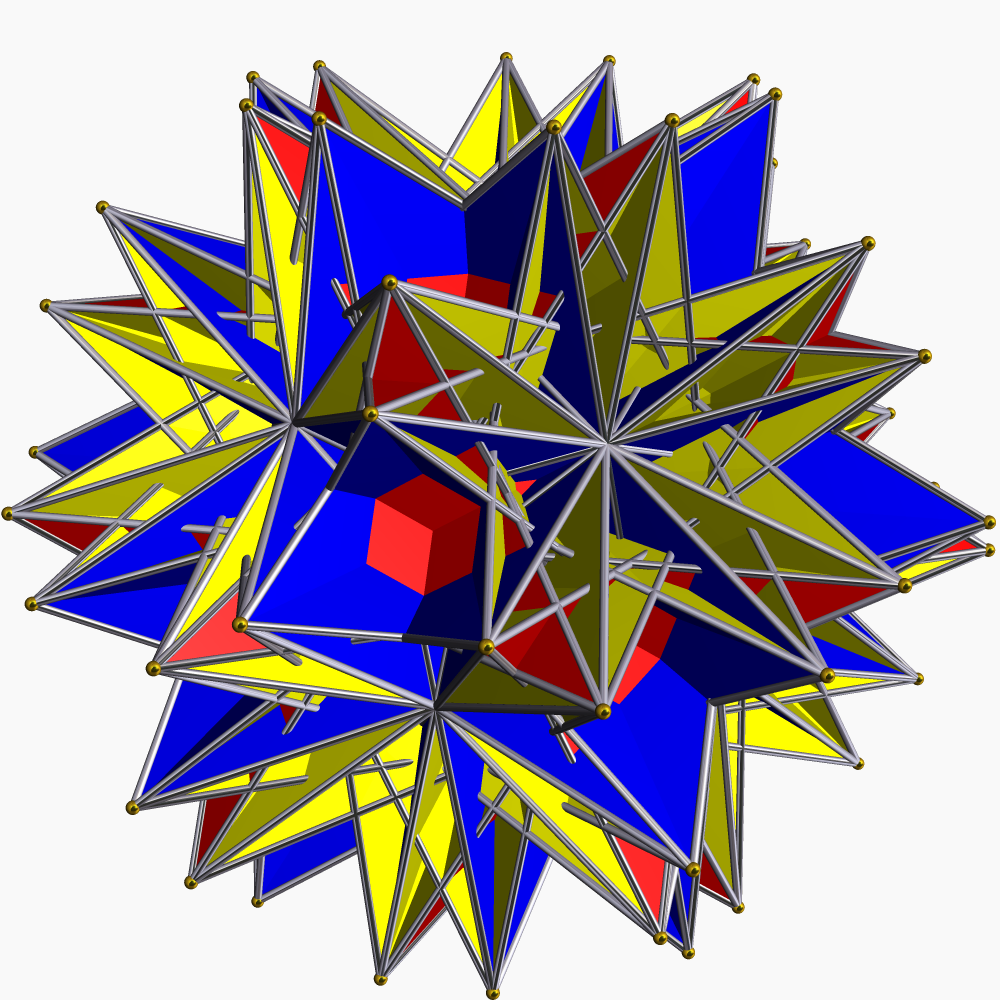
小反屈変形二十・二十・十二面体

## 近縁な立体

正十二面体
切頂二十面体 （切り込みを更に深くする）
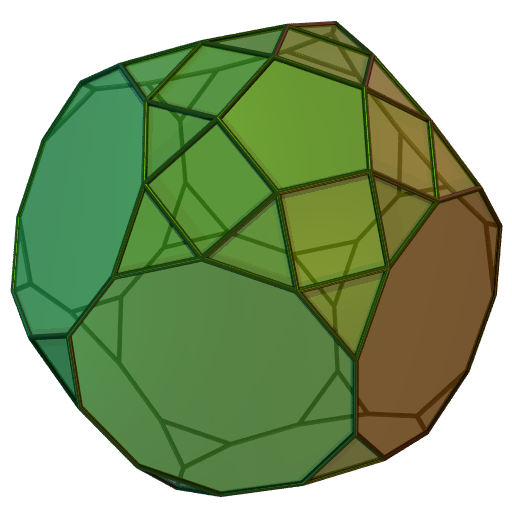
側台塔切頂十二面体 （正五角台塔を追加）
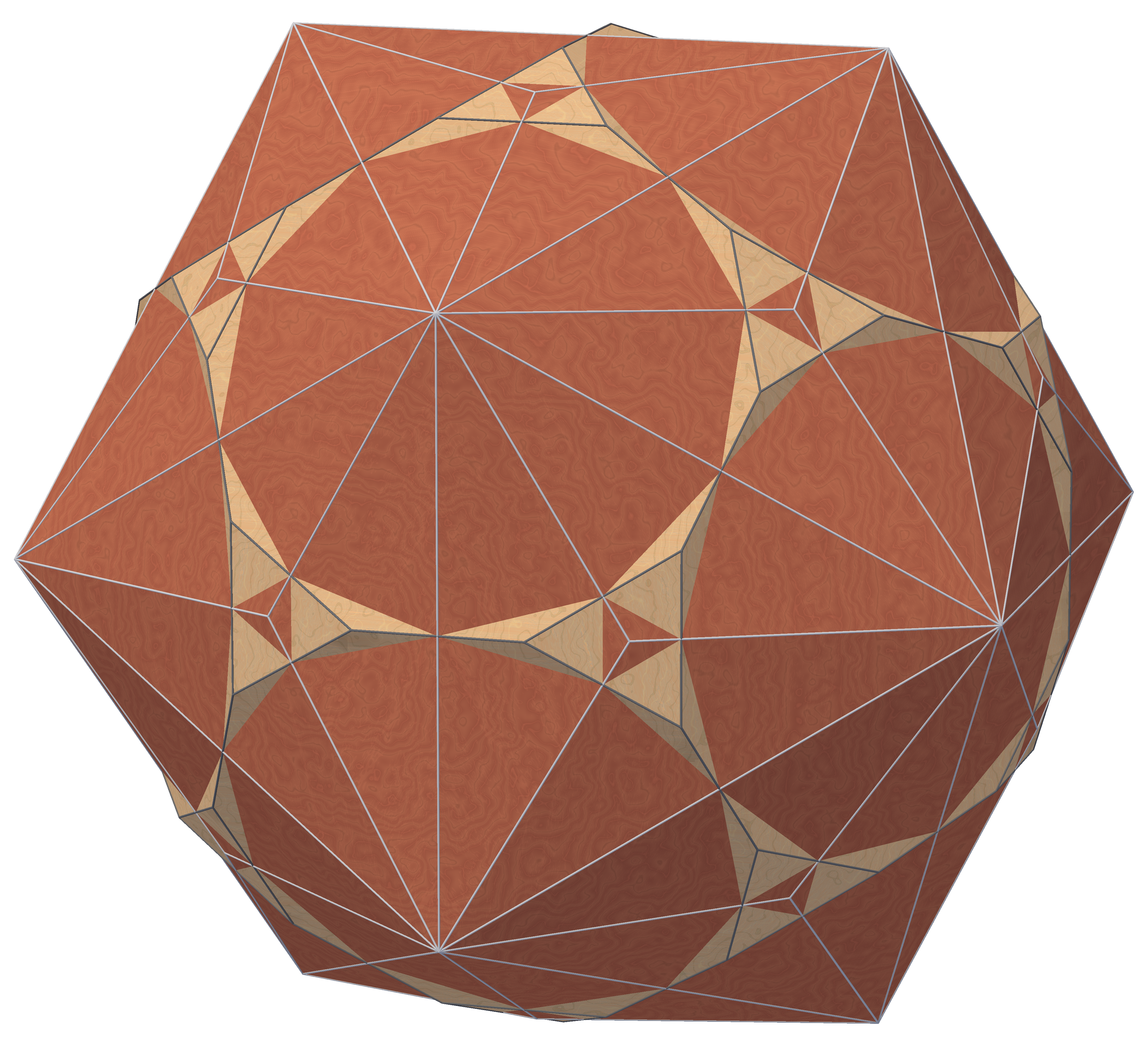
切頂十二面体と三方二十面体による複合多面体